# St. Walburga (Werl)

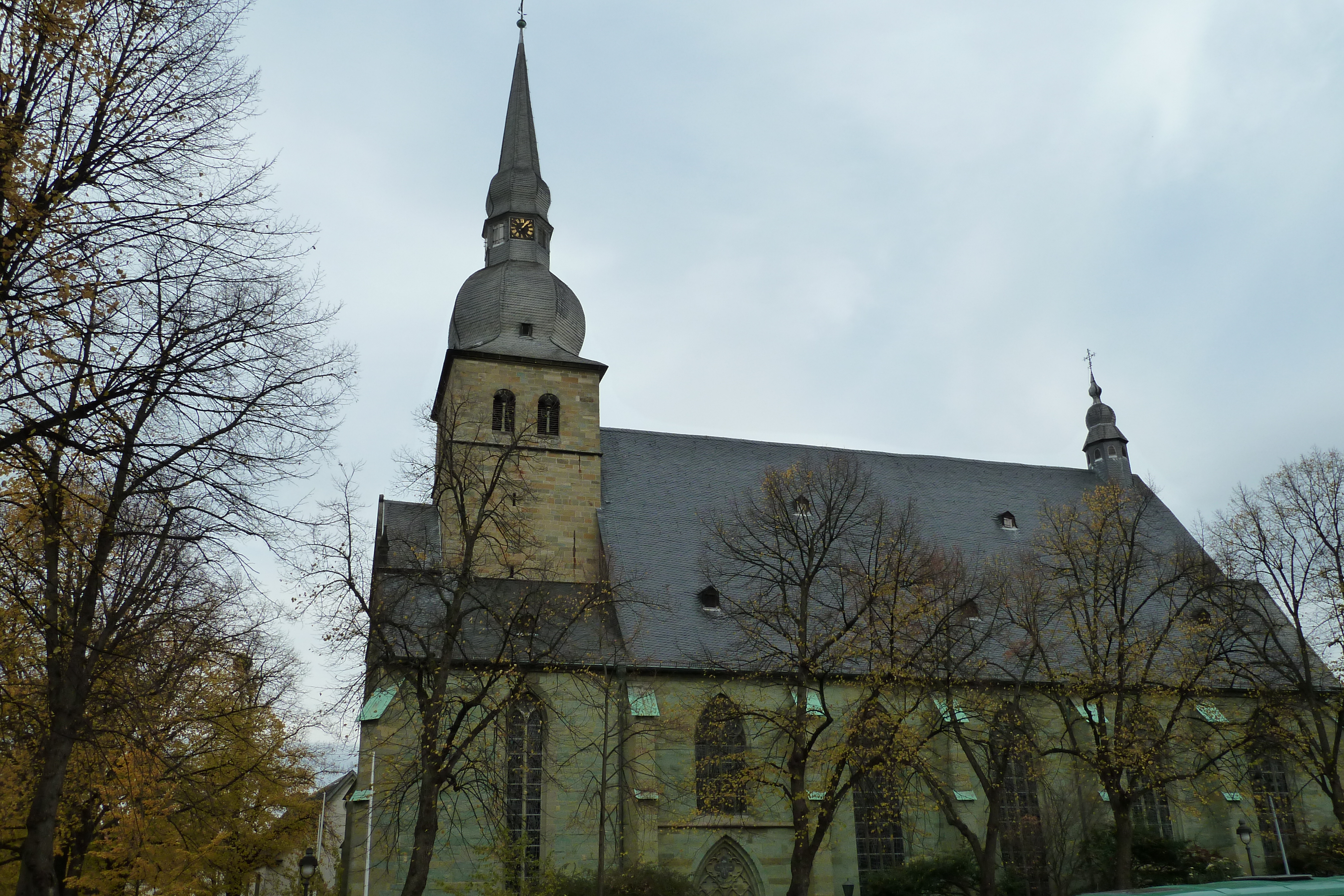
Ansicht der Kirche

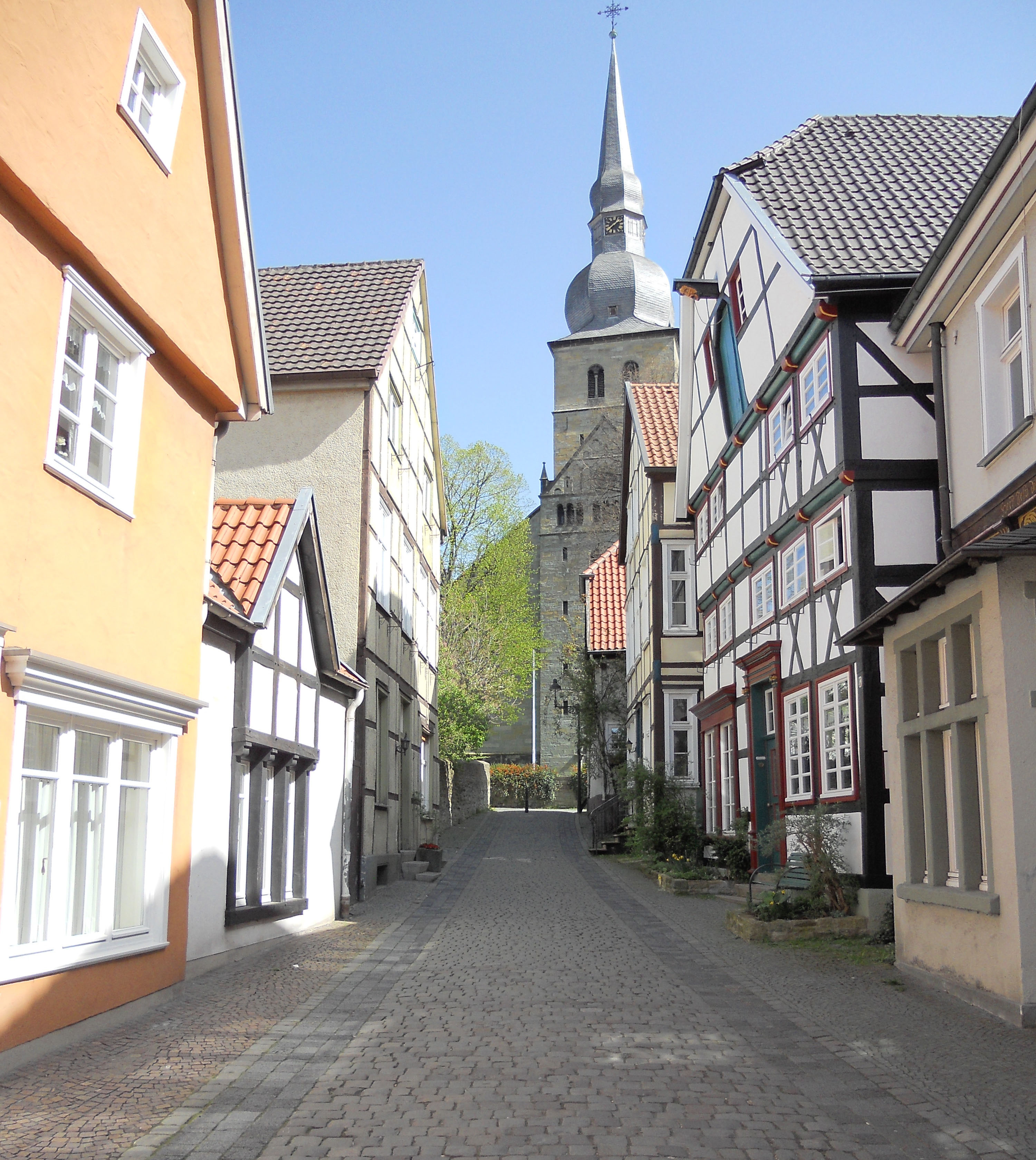
Ansicht des Turms von der historischen Krämergasse aus gesehen

Die Kirche St. Walburga in Werl ist ein gotischer Hallenbau aus dem 14. Jahrhundert mit 62 Meter hohem spätromanischem Turm mit barocker welscher Haube. Sie ist aus einheimischem Grünsandstein gebaut. Die Kirche wurde 1892 von Papst Leo XIII. zur Propsteikirche erhoben. Die Gemeinde gehört zum Erzbistum Paderborn. Die Pfarrei war eine der ältesten in der Dekanie Soest im Erzbistum Köln, zu dem sie früher gehörte.

## Geschichte und Architektur

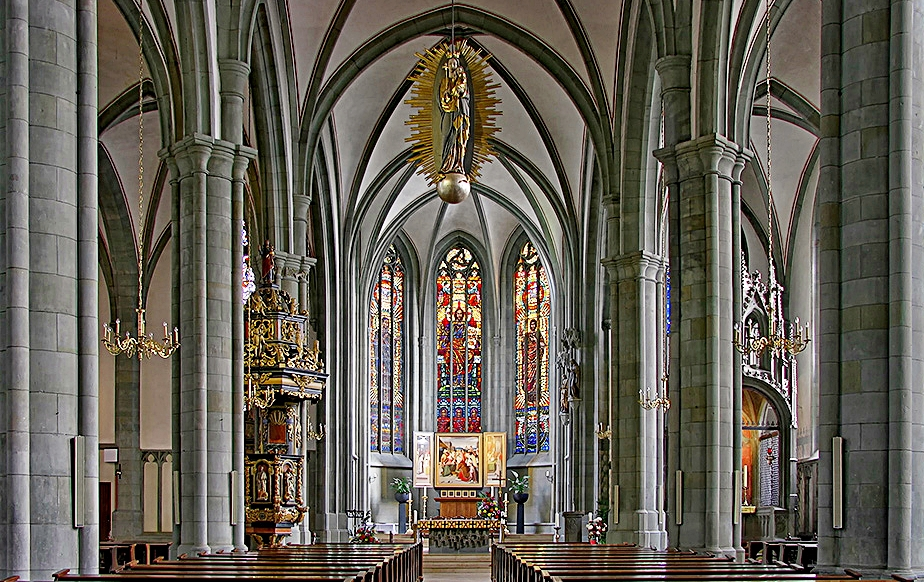
Mittelschiff mit Blick auf den Hauptaltar

### Erste Kirche
Unter der Kirche wurden 1967 bei Grabungen Reste eines ottonischen flachgedeckten Apsidensaals mit niedrigen Querarmen gefunden. Der Bau war 29 Meter lang und 9 Meter breit. Er ähnelte in Art und Typ dem Patroklidom in Soest. Für die Zeit und den Ort war die Kirche ungewöhnlich groß. Sicherlich fanden mehr Personen Platz als nur die Familie des Grafen von Werl und seine hier ansässigen Eigenleute. In der Mitte des Schiffes wurden zwei Gräber ergraben. Der Anlage nach sind hier Mitglieder des Werler Grafengeschlechts begraben. Der Bau dieser Kirche erfolgte nach 950, wohl mit der Anlage der Werler Grafenburg. Um 1150 wurde sie aus nicht mehr bekannten Gründen abgerissen. Die Grafen Gottfried und Hermann schenkten die Kirche 1196 dem Prämonstratenserkloster Wedinghausen. Diese Schenkung bestätigte Papst Coelestin II. Das Kloster stellte den Pfarrer und zwei Kapläne, der Abt bezeichnete sich als Archidiakon von Werl. Ein bekannter Pfarrer in dieser Zeit war der Prämonstratenser Bernhard Tütel, ein Vorkämpfer für die Erhaltung des katholischen Glaubens. Sein Grab ist in der Propsteikirche in Werl erhalten.

### Basilika
Bei Grabungen konnten eine Saalkirche aus der Mitte des zehnten Jahrhunderts und eine Saalkirche von der Mitte des zwölften Jahrhunderts belegt werden. Im Osten war eine Krypta angebaut. Ursprünglich war St. Walburga eine Eigenkirche der Grafen von Werl.
An ihrer Stelle wurde eine Basilika mit Querhaus, schmalem Chorjoch, Apsis und Westbau errichtet. Der im Winkel zwischen Nordquerarm und Chor befindliche zweischiffige und dreijochige kryptenartige Raum, über dem sich ursprünglich ein Turm erhoben hat, ist erhalten. Hier war wohl der ursprüngliche Ort des Heilig-Grab-Kultes. Als Träger des beim Bau der heutigen Kirche abgebrochenen Gewölbes dienten zwei monolithische Mittelpfeiler. Der im Kern romanische Turm wurde im 12. Jahrhundert im Westen eingestellt. Die nach allen Seiten in Rundbögen geöffnete Turmhalle wurde im Anfang des 13. Jahrhunderts über einem Mittelpfeiler eingewölbt, der Emporenraum darüber von einem Gratgewölbe.

### Stufenhalle
Der Bau der heutigen Kirchenhalle wurde von 1330 bis 1370 mit den westlichen Seitenschiffmauern begonnen. Dabei wurde, wie zuvor, der Turm mit dem Westwerk seitlich umbaut. In der zweiten Hälfte des 14. Jahrhunderts wurden die Ostteile und der Chor gemauert. Die Fenster im Chor wurden nach Entwürfen des Benediktinerbruders Notker Becker angefertigt, sie zeigen den auferstandenen Christus, Maria und Johannes den Täufer. Der Dachstuhl aus Eichenholz, der bis heute erhalten ist, wurde etwa 1391 fertiggestellt. Die dreischiffige gotische Stufenhalle hat im Mittelschiff fünf Joche und in den Seitenschiffen sechs Joche, der Chor ein Joch mit 3/8-Schluss; im Norden befindet sich der zweijochige „Alte Chor“ unter Querdächern. Die Kreuzrippengewölbe schließen in skulptierten Schlusssteinen. Die Freipfeiler bestehen aus einem runden Kern und vier Dreivierteldiensten; die Wanddienste sind von halb- oder dreiviertelrundem Querschnitt, diejenigen am Chorjoch bestehen aus Birnstabbündeln und sind kapitelllos. Von 1733 bis 1736 wurden die den Turm bekrönende Barockhaube sowie die sich darunter befindliche Glockenstube von dem Baumeister Michael Moser und dem Zimmermeister Caspar Nölle errichtet. Von 1893 bis 1897 wurde die Westfassade neuromanisch gestaltet. Die Turmempore wurde 1931 wieder zu den Schiffen hin geöffnet. Dazu wurde die Orgel in das nördliche Seitenschiff versetzt und der Turm mit einer Stahlkonstruktion versteift. Das Baumaterial ist Werler Grünsandstein. Von 1972 bis 1983 wurde der Außenbau und 1988 der Innenraum umfassend renoviert. Der Außenbau ist durch gestufte Strebepfeiler, ein umlaufendes Sockelgesims und zwei- bis vierbahnige Fenster gegliedert, deren letzte am Chor um 1420 fertiggestellt worden sein dürften. Die Gewände der vier gotischen Eingänge (davon einer vermauert) sind reich profiliert; zwei davon haben Bogenfelder mit Blendmaßwerk.
2014–2015 erfolgte eine erneute gründliche Innensanierung. Eine Außensanierung ist für Mitte 2016 geplant.
Die Außenwände sind durch ein umlaufendes Sockelgesims, gestufte Strebepfeiler und spitzbogige, dreibahnige Fenster gegliedert. Im Spitzbogen des Seiteneinganges befindet sich eine Sonnenuhr.

## Ausstattung
Aus gotischer Zeit sind nur wenige Teile erhalten. Während des Bildersturms wurden große Teile der mittelalterlichen Ausstattung zerstört und bis auf den Kreuzaltar, alle Altäre entfernt. Ab 1590, nach Rückkehr der alten katholischen Ordnung, wurde die Kirche neu ausgeschmückt. Innerhalb eines kurzen Zeitraums wurde eine überaus reiche und ziemlich einheitliche Ausstattung angeschafft, durch die der Raumeindruck wesentlich geprägt wurde.

### Gerichtsstuhl

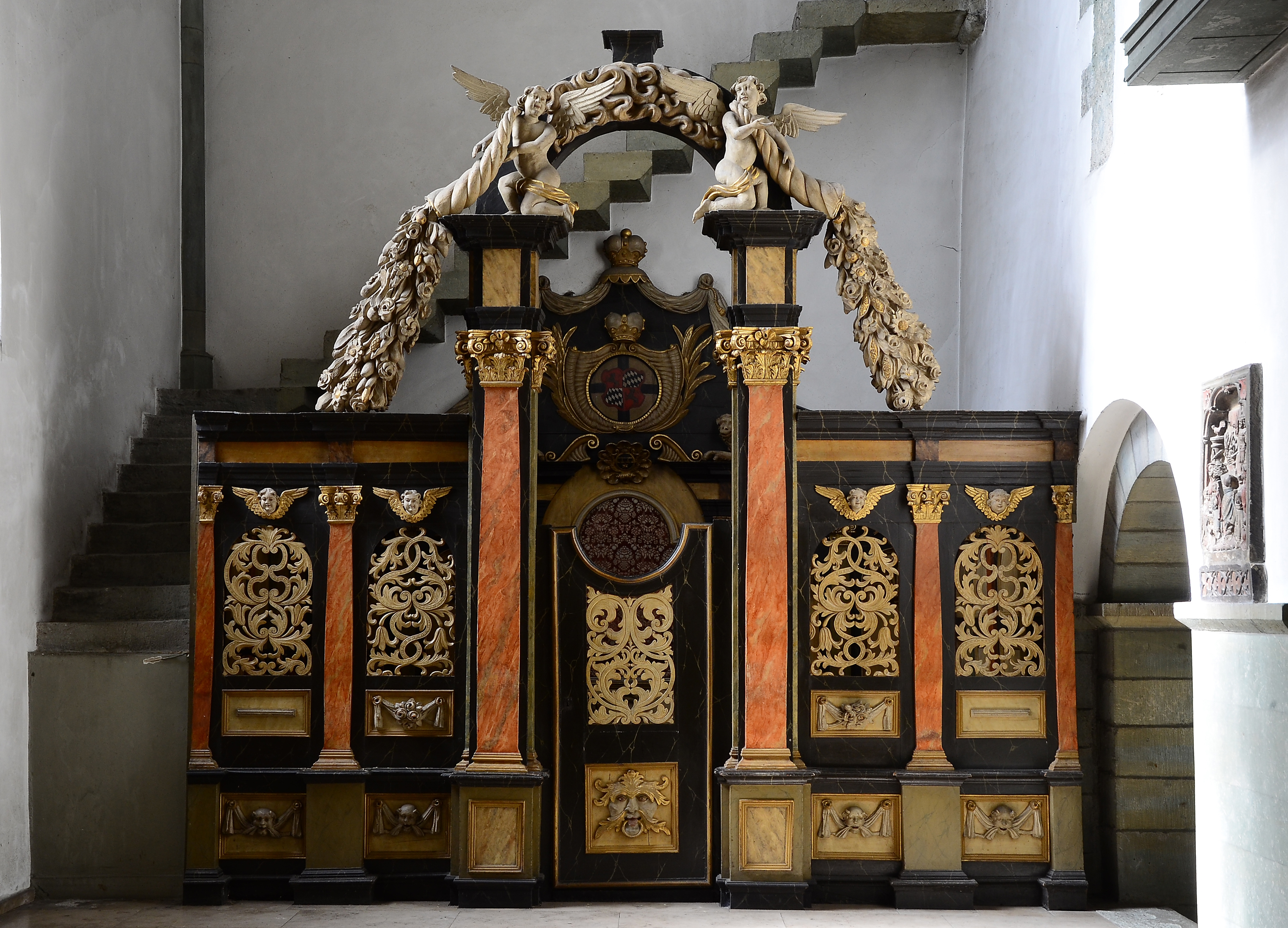
Offizialgericht, Außenansicht

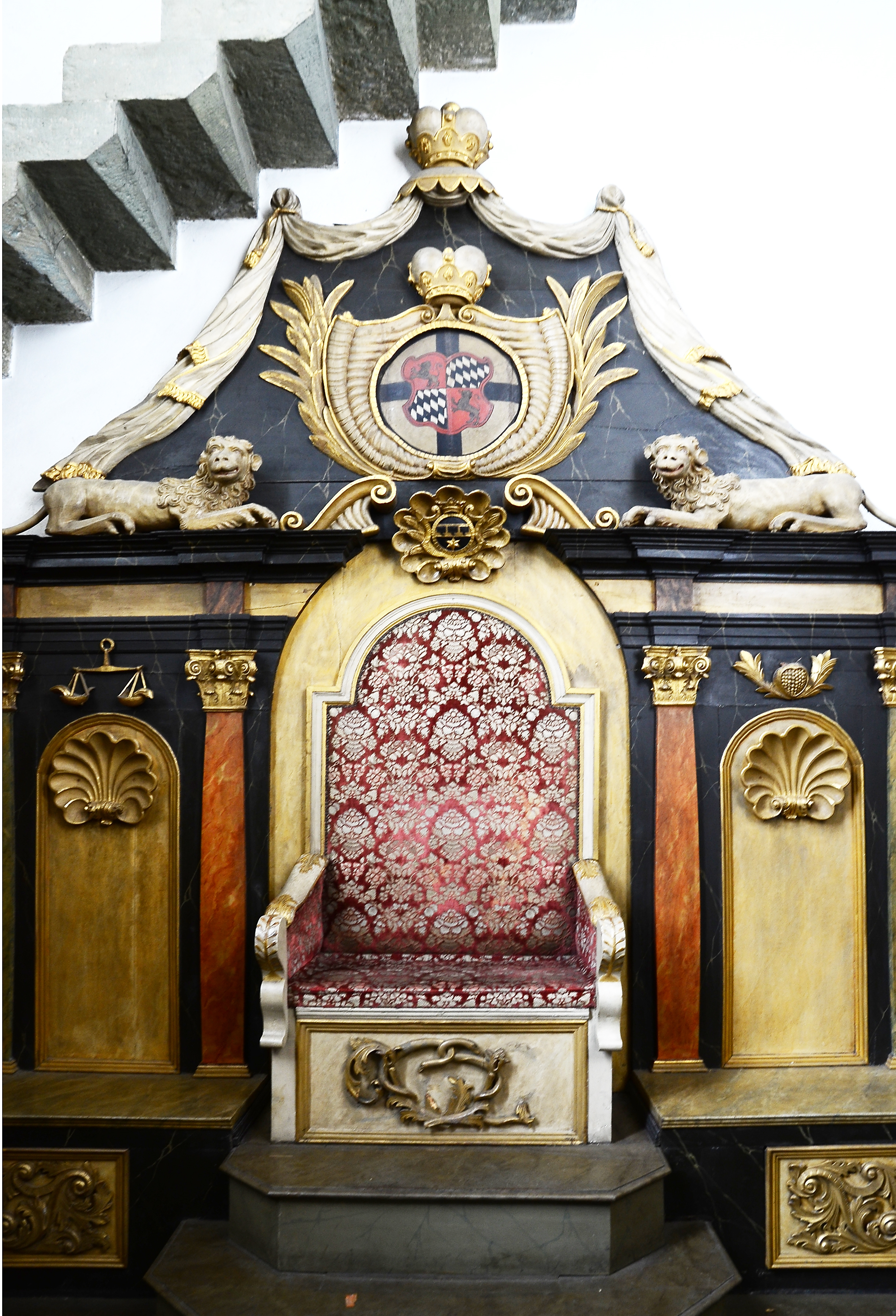
Richterstuhl

In der Kirche befindet sich der Gerichtsstuhl des Offizialatsgerichts für das Herzogtum Westfalen von 1725. Er ersetzte einen Vorgängerstuhl. Das kurkölnische Offizialatsgericht (höchstes geistliches Gericht) wurde vom damaligen Landesherrn, dem Kölner Kurfürsten und Erzbischofs Clemens August aus dem Hause Wittelsbach zwischen 1478 und 1483 nach Werl verlegt und bestand bis zum Jahr 1802. Soest war im Gegensatz zu Werl während der Soester Fehde vom Kölner Erzbischof abgefallen, Werl hielt ihm die Treue. Die Verlegung des Gerichtes von Soest nach Werl war eine Belohnung des Kurfürsten, ein Offizial sprach hier bis 1821 im Namen des Kölner Erzbischofs in geistlichen und weltlichen Angelegenheiten Recht.
Hinter geschnitzten, durchbrochenen durch Pilaster gegliederten Schranken steht der Richterstuhl. Unter den Draperien sind die Wappen des Erzbischofs Clemens August von Wittelsbach und des Offizials Johann Dettmar von Mellin zu sehen.
Am Gitter und an den Richtersitzen beziehen sich Schnitzereien ikonografisch auf Gerichtsverhandlungen und weisen sinnbildlich auf die Kardinaltugenden Mäßigkeit, Starkheit, Gerechtigkeit und Klugheit hin.
In der Zeit von 1628 bis 1630 wurden 73 Menschen der Zauberei angeklagt, alle Beschuldigten wurden hingerichtet. Die Namen der Opfer sind überliefert.

### Altäre

#### Hochaltar
Auf dem Hochaltar steht ein gemaltes Flügelretabel, es stammt aus der Zeit um 1600 und ist mit Johann tom Ring signiert. Auf den Tafeln sind Szenen aus der Kindheitsgeschichte Jesu dargestellt, und zwar auf den Flügeln die Verkündigung, Mariä Heimsuchung, Weihnachten sowie die Darstellung im Tempel, auf dem Mittelbild die Anbetung durch die Hl. drei Könige.

#### Heiliges Kreuz mit Ziborienaltar

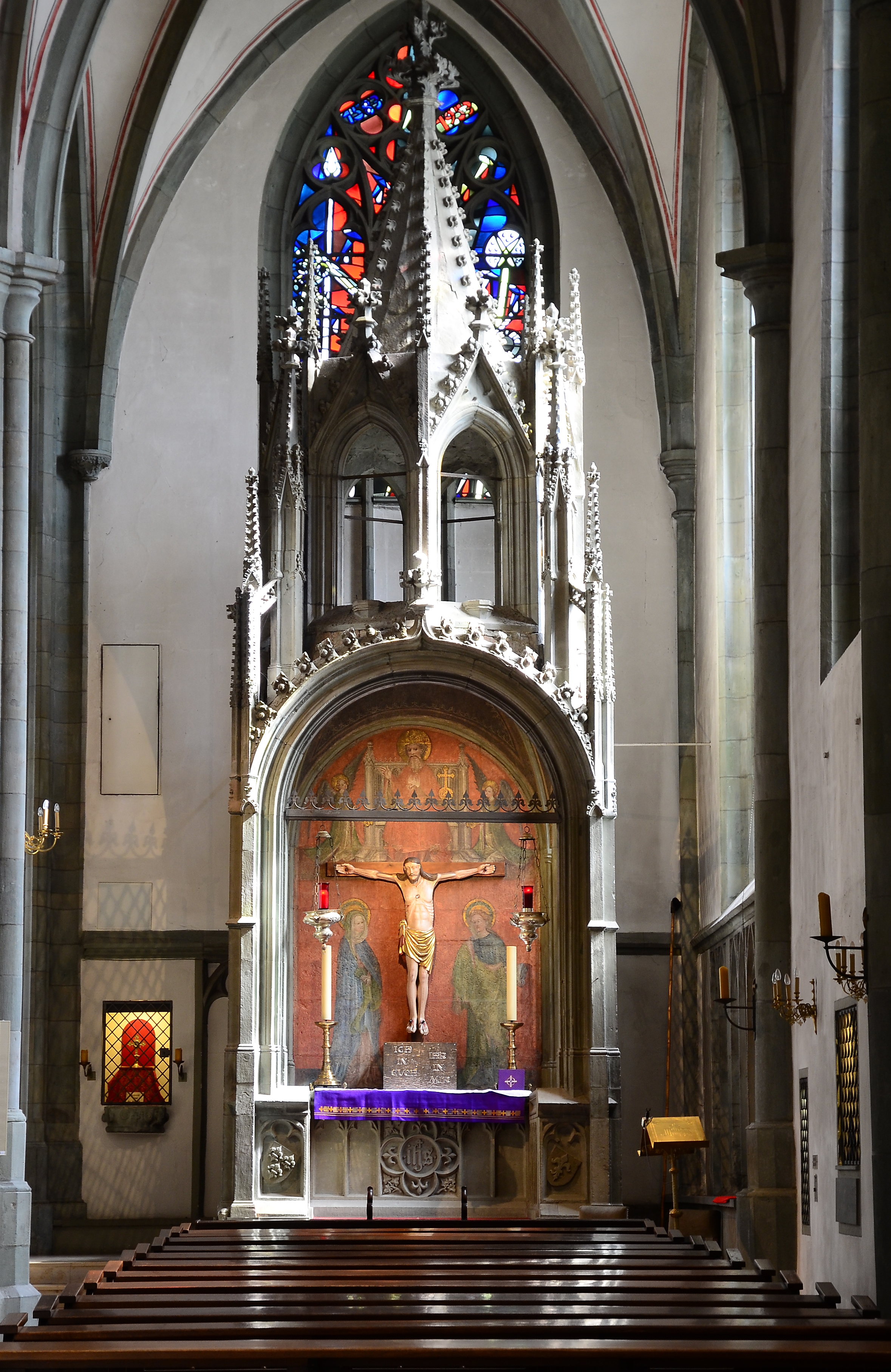
Ziborienaltar

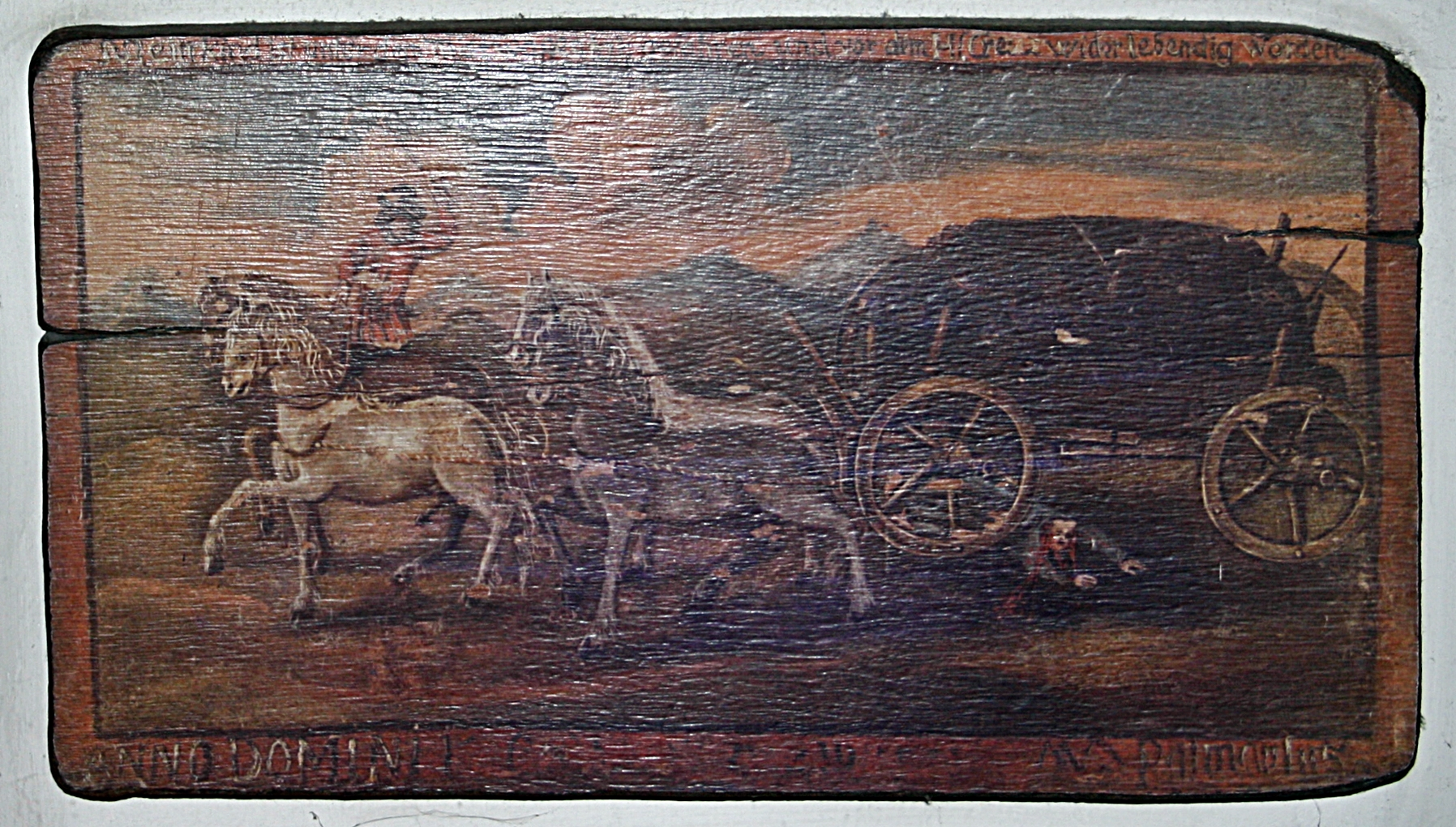
Votivbild beim heiligen Kreuz, der Sohn wurde vom Fuhrwerk überfahren und genas wieder

Bis zur Reformation wurde in der Kirche über Jahrhunderte das sog. Heilige Kreuz von Werl verehrt. Es war das zentrale Heiligtum der Kirche und wurde als wundertätig angesehen. Das Kreuz wurde erstmals am 5. Januar 1370 urkundlich erwähnt. Der Korpus stammt jedoch aus dem 13. Jahrhundert. Es war wegen der in der Brust eingefügten Kapsel mit einem Partikel des Kreuzes Jesu ein Anziehungspunkt für viele Pilger und auch ein Träger des Kirchenvermögens. Das eingenommene Geld wurde von städtischen Provisoren des Heiligen Kreuzes verwaltet.
Es wurde mitsamt der übrigen Einrichtung in den Truchseßschen Wirren im Jahre 1583 zerstört. Zu dieser Zeit flüchtete der zum Protestantismus übergetretene Kölner Erzbischof Gebhard Truchsess von Waldburg bis nach Werl, um in seinem dortigen Schloss Schutz zu suchen. Das zerstörte Heilige Kreuz wurde 1938 auf dem Dachboden der Kirche aufgefunden und nach einer Restaurierung 1953 am alten Standort, dem Ende des 14. Jahrhunderts aus Sandstein erbauten, außergewöhnlichen Ziborienaltar, wieder aufgestellt. Über drei großen profilierten Bögen erhebt sich ein achteckiger Aufbau. Er ist reich mit Kreuzblumen, Fialen und Krabben verziert. Die Seiten sind von schmiedeeisernen Gittern mit Lilienband verschlossen. Das Kreuz steht an der Rückwand, es wurde 1953 restauriert, dabei wurden Arme und Beine ergänzt. Ein gemalter thronender Gottvater sowie Assistenzfiguren aus der Zeit um 1420 wurden 1867 freigelegt und 1967 restauriert. In dieser Zusammenstellung ist die Gruppe sowohl als Kreuzigung, wie auch als Gnadenstuhl deutbar. Auf der Mensa stehen zwei Bronzeleuchter, mit sitzenden Löwen am Fuß, vom 15. Jahrhundert.
Einziger Überrest der Kreuzverehrung ist eine Votivtafel, die sich neben dem Altar befindet. Sie erzählt von der als Wunder angesehenen Heilung eines Kindes, das vom Mistwagen überfahren wurde.

#### Erbsälzeraltar
Die Erbsälzer bestimmten seit dem Mittelalter maßgeblich die Geschicke der Stadt Werl. Der ursprüngliche Altar wurde 1485 gestiftet und während des Bildersturms zerstört. Er war, so wie der Nachfolgealtar, der Hl. Maria, dem Erzengel Michael und den Heiligen Katharina und Caecilia geweiht. Der sog. Erbsälzeraltar wurde 1594 gefertigt, er wurde 1583/1584 für einen Vorgängeraltar gestiftet. Die Fassung wurde 1934 erneuert. Die in Stein gemeißelten Familienzeichen auf der Predella über dem Altartisch, tragen mit zwei Ausnahmen, die Wappen den Pfannenkolben als Gewerbesymbol. Zwischen gliedernden Säulen wurde ein Relief mit dem gekreuzigten Christus, zwischen Vertretern des Neuen und Alten Bundes, angebracht. Texttafeln von Heiligen flankiert erläutern die Szenerie. Der reiche Sprenggiebel trägt das Wappen des Hl. Römischen Reiches dt. Nation mit dem Doppeladler und darüber eine Christusfigur mit der Weltkugel.

#### Rosenkranzaltar

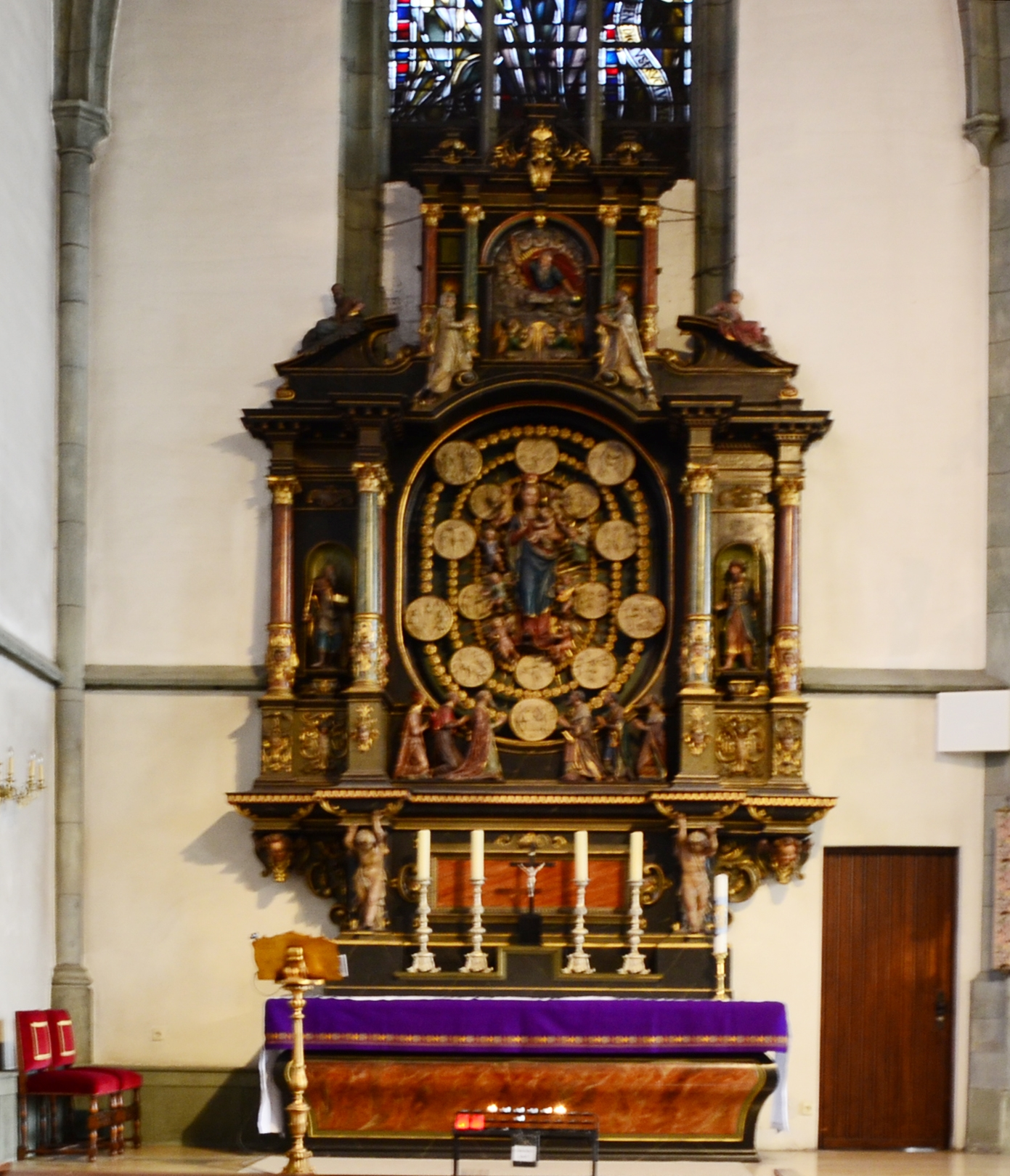
Rosenkranzaltar

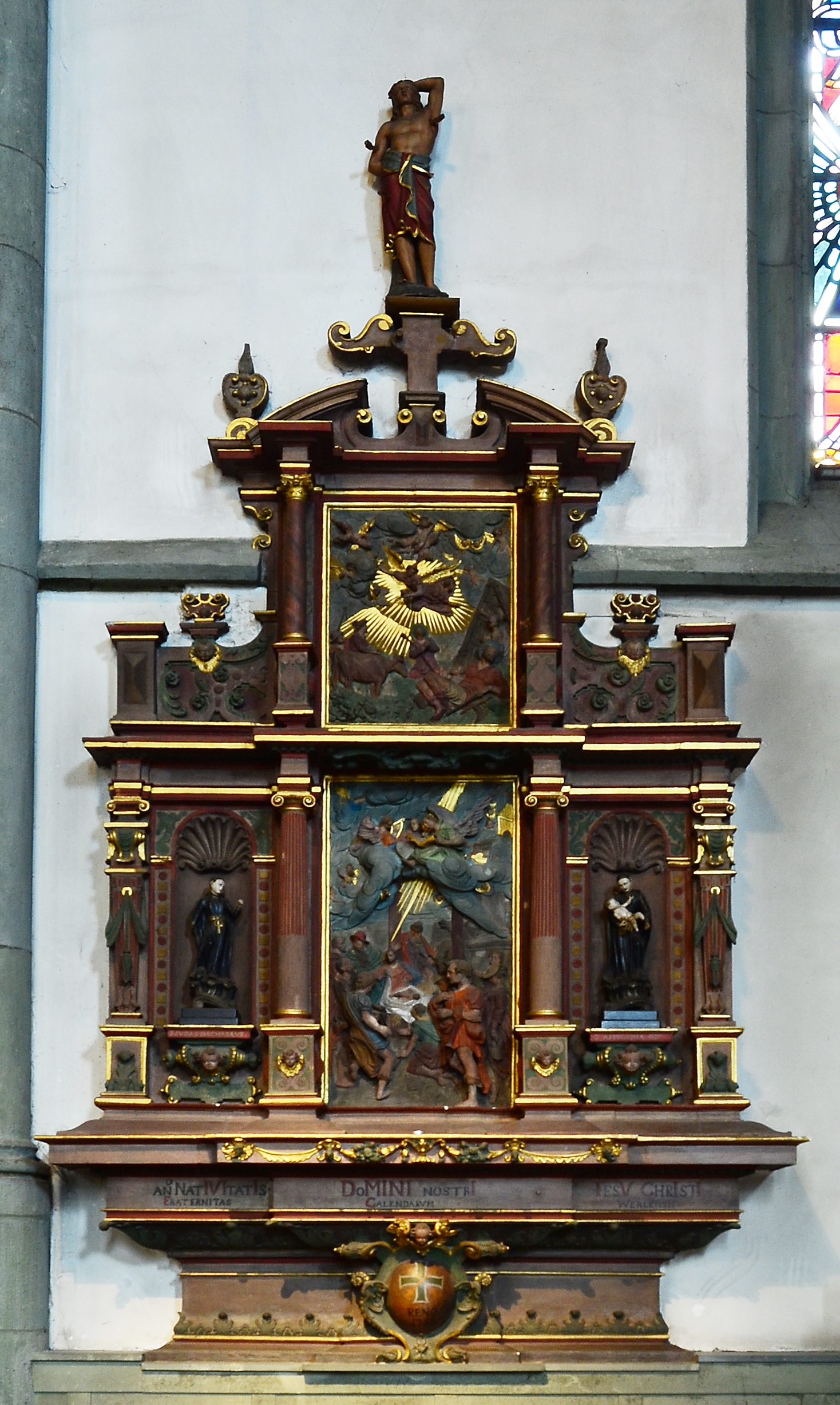
Altar der Kalandsbrüder

Der 1631 aus marmoriertem Holz geschaffene Altar ist Gerhard Gröninger zuzuschreiben. Im Übergangsstil von der Renaissance zum Barock zeigt er eine Madonna, umschwebt von musizierenden Engeln. Dreifach darum geschlungen sind drei Rosenkränze mit Medaillons, auf denen Darstellungen der 15 Geheimnisse zu sehen sind. Die Darstellung der Rosenkranzgeheimnisse diente auch als Lehrbild, mit dessen Hilfe der Bevölkerung die Aussagen der Kirche dargestellt waren. Vor dem Altar knien Vertreter des weltlichen und des geistlichen Standes. Der Altar ist durch Säulen gegliedert und reich verziert. Die Darstellung der Gottesmutter wirkt mütterlich; Jesus sitzt kindlich auf ihrem Arm und versucht nach der Rose zu greifen, die Maria ihm hinhält. Eine Diagonale verbindet die Gesichter von Mutter und Kind, um die mütterliche Liebe zu unterstreichen. Um eine Beziehung zu den Rosenkranzgeheimnissen herzustellen, zeigt Maria einen nachdenklichen Blick. Der Altar entstand im Dreißigjährigen Krieg, obwohl die damals etwa 2.500 Einwohner der Stadt wirtschaftliche Not litten. Kurz vorher hatte die Stadt 3.000 Reichstaler Ablösung an den Herzog Christian von Braunschweig gezahlt, um der Zerstörung zu entgehen. Im Winter darauf kamen 7.000 Soldaten des kaiserlichen Ersatzheeres in das Stadtgebiet und mussten verpflegt werden. Weitere Wetterkatastrophen und Ausbrüche der Pest verschlechterten weiterhin die finanzielle Lage. Um dieser schlechten Lage Einhalt zu gebieten, gründete sich eine Rosenkranzbruderschaft, die durch flehentliche Anrufung der Gottesmutter Maria diese zur Verbündeten machen und sie zur Hilfe bei Beendigung der Notsituation zu bewegen sollte. Der über zehn Meter hohe Altar sollte ebenfalls dazu beitragen. Er wurde mit einem Bild der weltlichen und geistliche Herrscher ausgestattet, die zu Füßen der Maria als Bittsteller auftreten. Zusätzlich wurden die Mitglieder der Rosenkranzbruderschaft dazu verpflichtet, wöchentlich drei Rosenkränze und dreimal je fünf Vaterunser zu beten. In der Zeit von 1547 bis 1577 war die Bevölkerung bikonfessionell und trat 1583 bis 1584 zum Calvinismus über. Der Erzbischof von Köln eroberte das Gebiet 1584 zurück und rekatholisierte es im Rahmen einer Reform. Die Stiftung des Rosenkranzaltares konnte dem Landesherrn demonstrieren, dass man durch die Marienverehrung voll hinter seinen Maßnahmen stand. Der Altar war das erste gemeinsam verwirklichte Anliegen der Gilden der Salzkocher, der Ackerbauern und der Bäcker, die sich früher häufig nicht einig waren. So hatten sie eine Möglichkeit, ihre innerstädtischen Konflikte zu beenden und auf einer religiösen Ebene eine gemeinsame Identität zu finden. Schon seit der Spätantike ist die „Tradition der Funktion Marias als Helferin bei der Befriedung konkurrierender, sich bekämpfender sozialer Gruppen“ bekannt. Zudem konnte Maria – nach damaligem Verständnis – auch nach dem Tod im Jenseits helfen und vor einem langen Aufenthalt im Fegefeuer oder gar der Hölle bewahren. Dies wird durch das Gebet Gegrüßet seist Du, Maria untermauert. Die Menschen glaubten, durch Stiftungen und Gebetete in Vorleistung gehend, die Heiligen zur Erfüllung der Anliegen bewegen zu können.

#### Altar der Kalandsbrüder
In der Propsteikirche St. Walburga wurde 1956 der sogenannte Schützenaltar renoviert. Nachdem über dem Sockel über der Predella jüngere Farbschichten abgetragen wurden, wurde eine in dunkler Farbe gemalte Inschrift sichtbar. Die Jahreszahl ist nicht mit letzter Sicherheit entziffert und lautet vermutlich 1620. Darunter sind die Worte Fraternitas Calendarium zu lesen; somit ist der Altar nicht, wie über hundert Jahre vermutet, der Schützen-, sondern der Kalandsaltar. In einem überlieferten Festkalender aus dem 17. Jahrhundert ist ein Altar der Kalandsbrüder zur hl. Appolonia erwähnt.
Der Altar ist ein Werk von Gerhard Gröninger. Er ist in zwei Geschosse gegliedert. Die Rahmung erscheint streng und klar. Die Geburt Jesu wird in zwei Halbreliefdarstellungen gezeigt. Der Sprenggiebel wird von einer Figur des Hl. Sebastian bekrönt. Die farbig gefassten Figuren sind von Säulen flankiert. Wie an den Inschriften zu erkennen ist, standen rechts und links vom Anbetungsrelief die Figuren des Judas Makabäus und der Appolonia.

### Kalvarienbergdarstellung

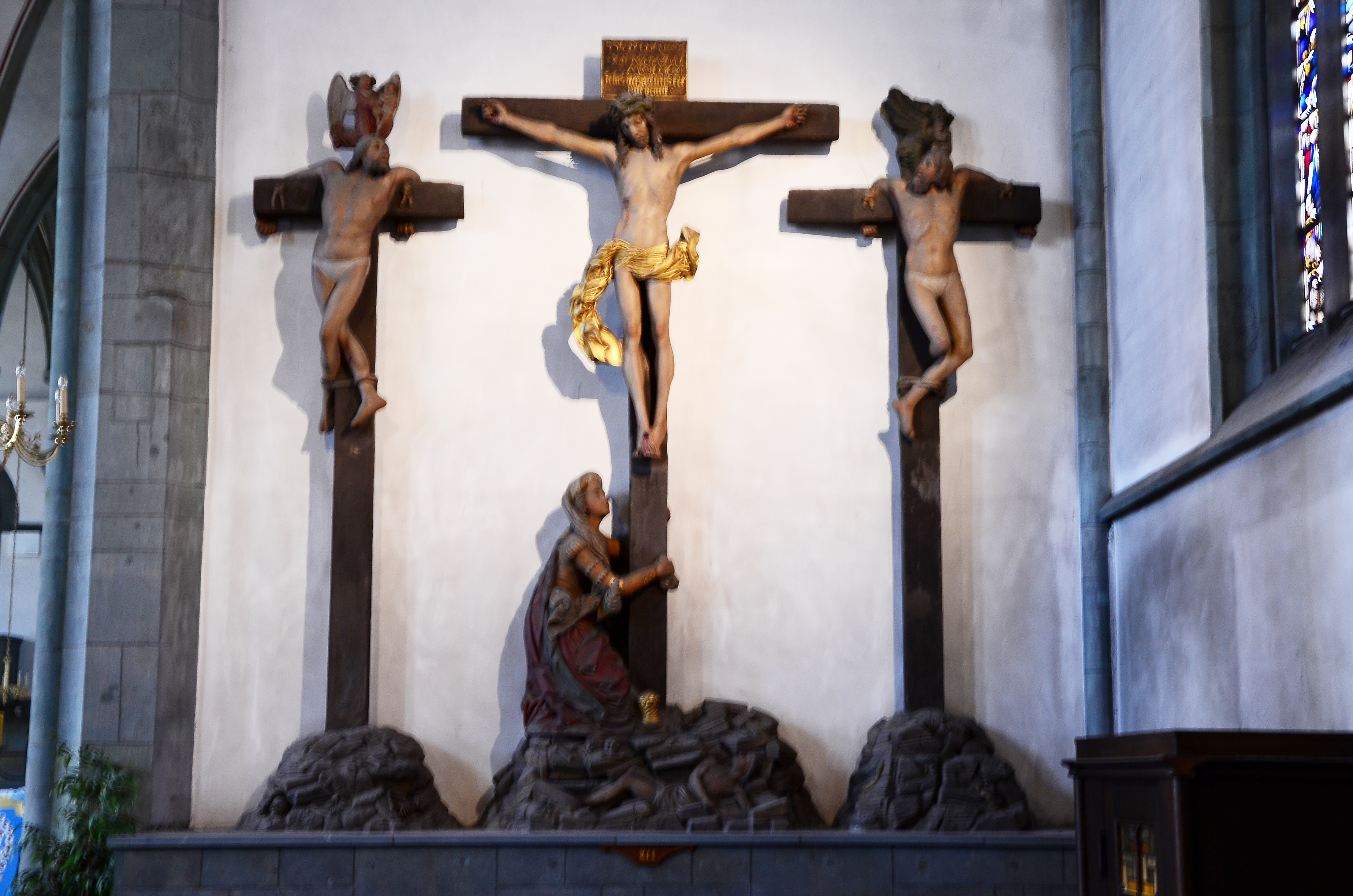
Kalvarienbergdarstellung

Die Gruppe befindet sich an der Westwand des Kreuzschiffes. Geschaffen wurde sie 1525 von Evert van Roden. Die im spätgotischen Stil gehaltene Arbeit ist 5,15 m hoch und aus Baumberger Sandstein gearbeitet. Zu Füßen von Jesus liegt der begrabene Adam, vor dem Kreuz kniet Maria Magdalena. Jesus trägt eine schwere Dornenkrone, sein Mund ist leicht geöffnet. Unter den Kreuzen der beiden mitgekreuzigten Schächer liegen Gebeine sowie Eidechsen und Schlangen. Dies soll Tod und Verwesung darstellen. Bis 1930 stand die Gruppe im Außenbereich der Kirche. Die Fassung wurde nach 1900 erneuert.

### Kanzel

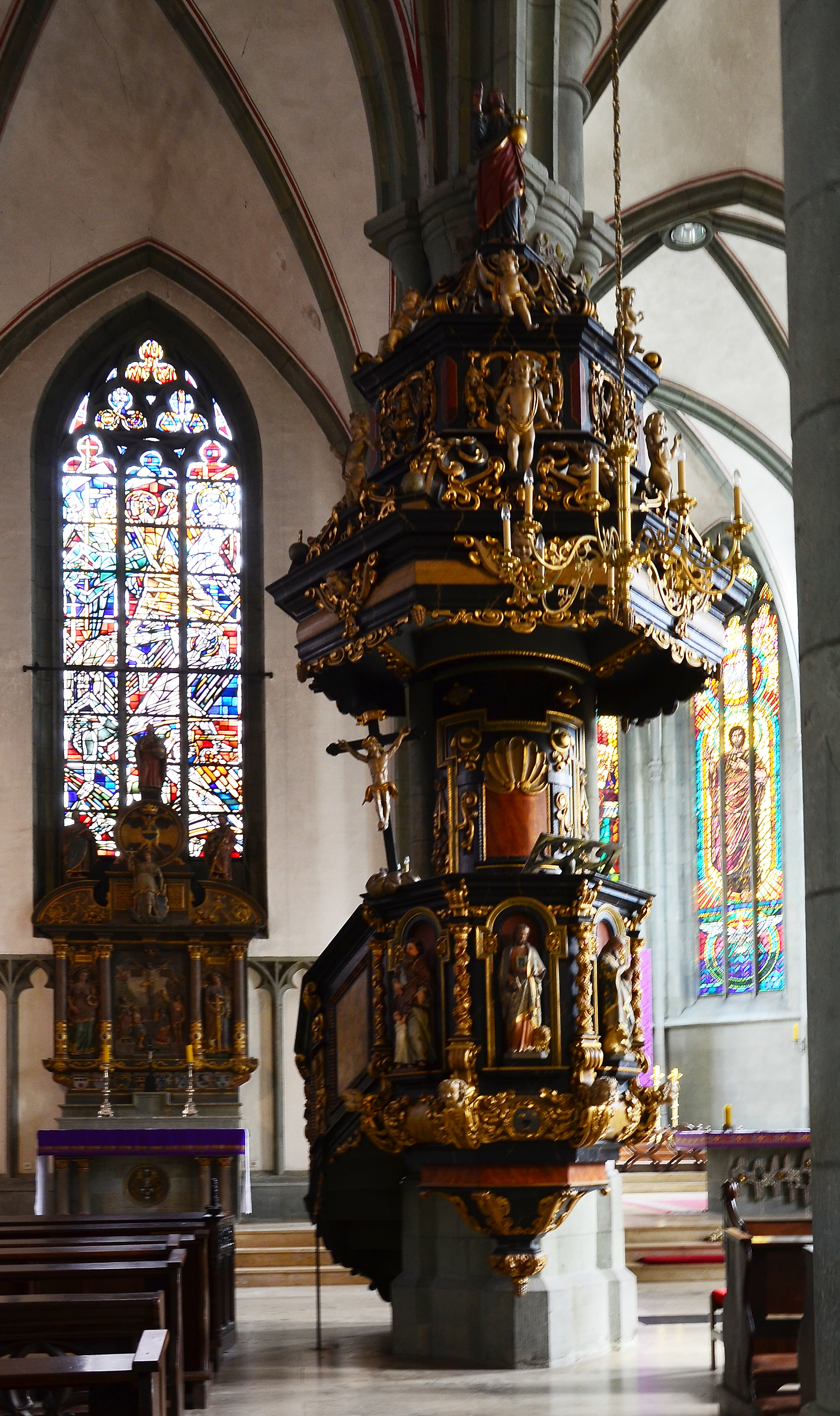
Die Kanzel von Matthias Möseler

Die Kanzel ist am ersten nördlichen Pfeiler im Mittelschiff angebracht. Sie wurde 1668 von der Sälzerfamilie Brandis gestiftet. Das Familienwappen ist am Fuß angebracht. Die geschnitzten Evangelisten-Figuren im Kanzelkorb sind in barockem Stil gehalten. Die Kanzel wird Matthias Möseler zugeschrieben. Die Evangelisten Markus und Lukas wurden im 19. Jahrhundert ersetzt.

### Sakramentsnische
Die Sakramentsnische befindet sich an der Nordwand des Chores. Der gerade geschlossene, bekrönende Aufsatz und das Tympanonfeld unter dem Kielbogen zeigen Fischblasenmaßwerk des frühen 15. Jahrhunderts. Die original hölzerne Tür vor dem Allerheiligsten, mit ursprünglichen gotischen Eisenbeschlägen und dem alten Schloss ist erhalten. Die beiden laubwerkverzierten Konsolen oberhalb der Tür sind leer, die zugehörigen Figuren sind nicht erhalten.

### Gebetsinschrift
An der letzten Säule des Mittelschiffes befindet sich eine Gebetsinschrift. Diese wurde im frühen 14. Jahrhundert in 2,30 m Höhe von einem unbekannten Meister in mittelniederdeutscher Sprache gemalt: AVE + GHE + BBENNDIDE + JESV + CHRYSTVM + MARIEN ZVNNE + IK + GHRVETE + DI + WARRE + GOT + VNDE + EWEGHS + LEYFEN + VOR + BARME + OIK + OVR + MI + ARMEN + SVENDIGEN + MENNCEN. Übersetzt: Ave, gebenedeiter Jesus Christus, Mariens Sohn, Ich grüße Dich wahrer Gott und ewiges Leben. Erbarme Dich auch über mich armen sündigen Menschen.

### Orgel

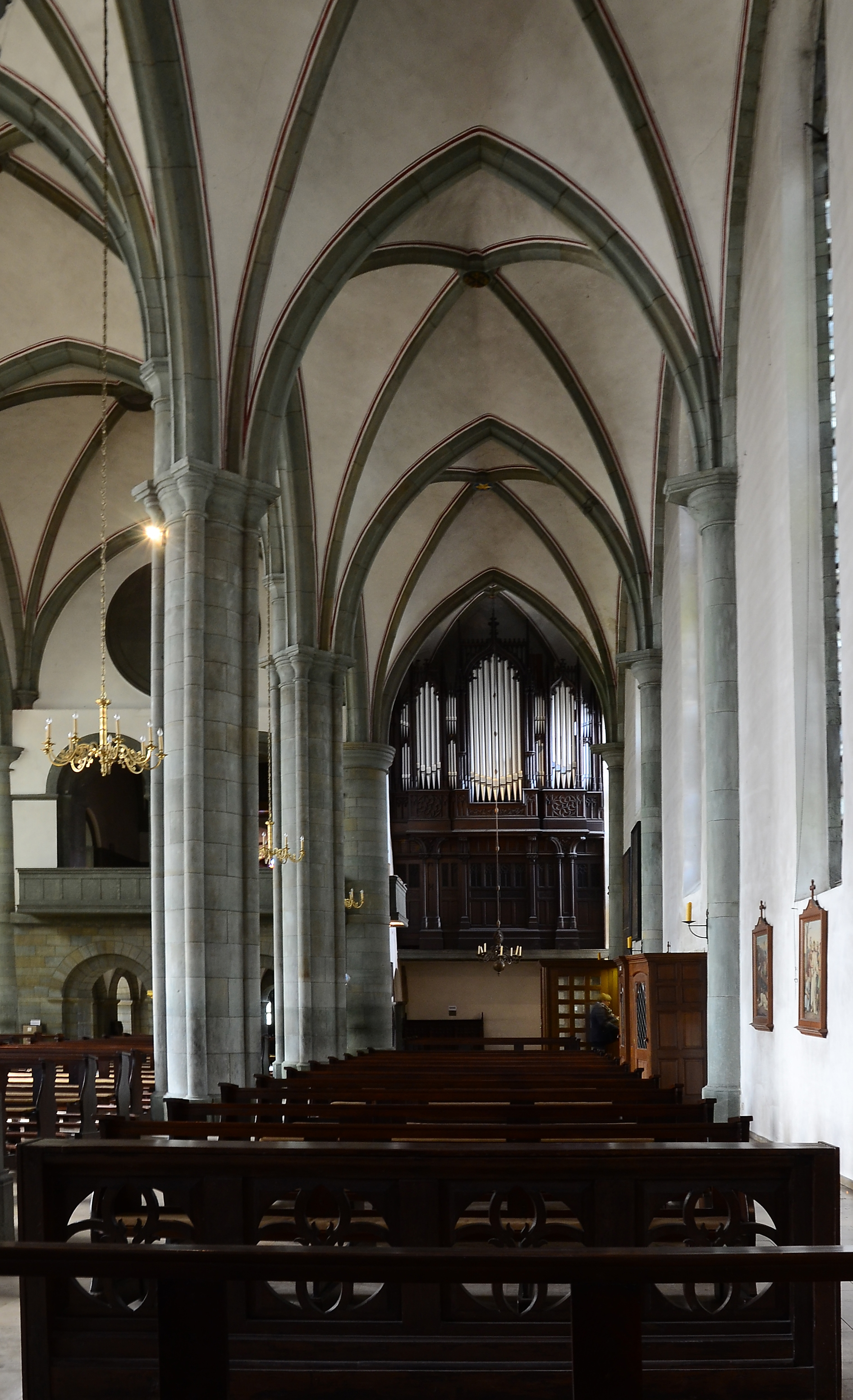
Die Orgel

Es handelt sich hier um eine 1911 gebaute und 1964 erweiterte Orgel der Orgelbauer Stockmann aus Werl. 52 Register verteilen sich auf vier Manuale und ein Pedalwerk. 24 sind noch die Ursprünglichen, 9 sind noch teilweise erhalten und wurden restauriert. Die Orgel befindet sich nach Umsetzung und Modernisierung 1931 vor der westlichen Stirnwand des nördlichen Seitenschiffes. Der Prospekt wurde im spätgotischen Stil gebaut. Besonders geeignet ist die Orgel für die Wiedergabe romantischer, expressionistischer und impressionistischer Orgelmusik. Im Zuge der Kirchenrenovierung erfolgte 2014/15 eine gründliche Renovierung der Orgel durch die Orgelbauer Stockmann aus Werl.

### Kirchenschatz
Im Besitz der Kirche befinden sich etliche Kelche, Paramente und sonstige liturgische Geräte. Zum großen Teil wurden diese von den Erbsälzerfamilien gestiftet. Herausragend ist die Strahlenmonstranz. Sie wurde 1763 von Johann Christian Reinhard aus Augsburg angefertigt. Am Fuß sind die Wappen derer von Papen und von Mellin angebracht. Das Sälzerehepaar Wilhelm Christian von Papen und Christine Elisabeth von Mellin stifteten die Monstranz.

### Sonstige Ausstattung
- An der Südwand des Turmes befindet sich ein spätgotisches Steinrelief mit der Abbildung der Gregoriusmesse, erstes Viertel 15. Jahrhundert.
- Ein achteckiges romanisches Taufbecken; der Sockel und die Rokokoumrahmung sind mit 1776 bezeichnet.
- In der Südwand des Chores befindet sich ein dreiteiliger Levitensitz mit Blendmaßwerk aus Sandstein von der zweiten Hälfte des 14. Jahrhunderts.
- In der Südwand des Chores befinden sich drei gotische Sockel und Baldachine mit den neugotischen Statuen der hl. Walburga, des hl. Johannes Evangelist und des hl. Josef.
- Im Mittelschiff hängt eine neugotische Madonna im Strahlenkranz.
- Ein Gemälde von Arnold Barels vom 17. Jahrhundert zeigt das Martyrium der Hl. Cäcilia.
- Ein liegender Löwe vom zwölften Jahrhundert, in Sandstein, hält eine menschliche Gestalt zwischen den Vorderpranken, er war wohl ursprünglich als Kragstein an einem Portal angebracht.
- Der Kreuzweg besteht aus 14 Stationen, sie wurden in Emailleschmelztechnik mit vergoldeten Fassungen hergestellt. Die Arbeiten wurden in der Benediktinerabtei Maria Laach ausgeführt.[25]
- Eine geschnitzte Pietà aus der Zeit um 1600, Gerhard Gröninger zuzuschreiben.
- Ein gemaltes Epitaph mit dem Hl. Michael, bezeichnet mit 1776
- Ein gemaltes Epitaph mit der Darstellung vom Tod des Hl. Josef ist bezeichnet mit 1779.
- Ein Epitaph für den Notar Bortrop zeigt in Sandstein den gekreuzigten Christus in einer Renaissancerahmung. Es entstand um 1570.
- Das Kapitellfragment aus Grünsandstein mit Maske und Kreuz stammt wohl vom Westbau der Kirche des zwölften Jahrhunderts.
- Der Kronleuchter aus Bronze von 1657 wurde mit den Wappen der Erbsälzer versehen und ist mit einer Maria bekrönt[12]
- An der westlichen Außenwand des Alten Chores ist eine Pieta des Werler Bildhauers August Wäscher aufgestellt.

### Geläut
Im Turm hängt ein Bronzegeläut, bestehend aus sieben Glocken:
| Nr. | Name             | Gussjahr | Gießer                           | Masse (kg) | Durchmesser (mm) | Nominal |
| --- | ---------------- | -------- | -------------------------------- | ---------- | ---------------- | ------- |
| 1   | Bürgerglocke     | 1700     | Bernard Wilhelm Stule            | 2340       | 1630             | a0      |
| 2   | Erlöserglocke    | 1984     | Petit & Gebr. Edelbrock, Gescher | 2120       | 1495             | c1      |
| 3   | Betglocke        | 1495     | Herman Vogel                     | 1480       | 1327             | d1      |
| 4   | Hl.-Kreuz-Glocke | 1984     | Petit & Gebr. Edelbrock, Gescher | 1025       | 1166             | e1      |
| 5   | (unbenannt)      | 1984     | Petit & Gebr. Edelbrock, Gescher | 0882       | 1090             | f1      |
| 6   | Schützenglocke   | 1984     | Petit & Gebr. Edelbrock, Gescher | 0693       | 0995             | g1      |
| 7   | Erbsälzerglocke  | 1984     | Petit & Gebr. Edelbrock, Gescher | 0571       | 0915             | a1      |

Im Dachreiter hängt ein dreistimmiges Zimbelgeläute
| Nr. | Name              | Gussjahr | Gießer                           | Masse (kg) | Durchmesser (mm) | Nominal |
| --- | ----------------- | -------- | -------------------------------- | ---------- | ---------------- | ------- |
| 1   | Kleine Messglocke | 1480     | Johan Desosato                   | 141        | 580              | fis2    |
| 2   | (unbenannt)       | 1997     | Petit & Gebr. Edelbrock, Gescher | 090        | 490              | h2      |
| 3   | (unbenannt)       | 1997     | Petit & Gebr. Edelbrock, Gescher | 055        | 400              | d3      |

## Ansichten

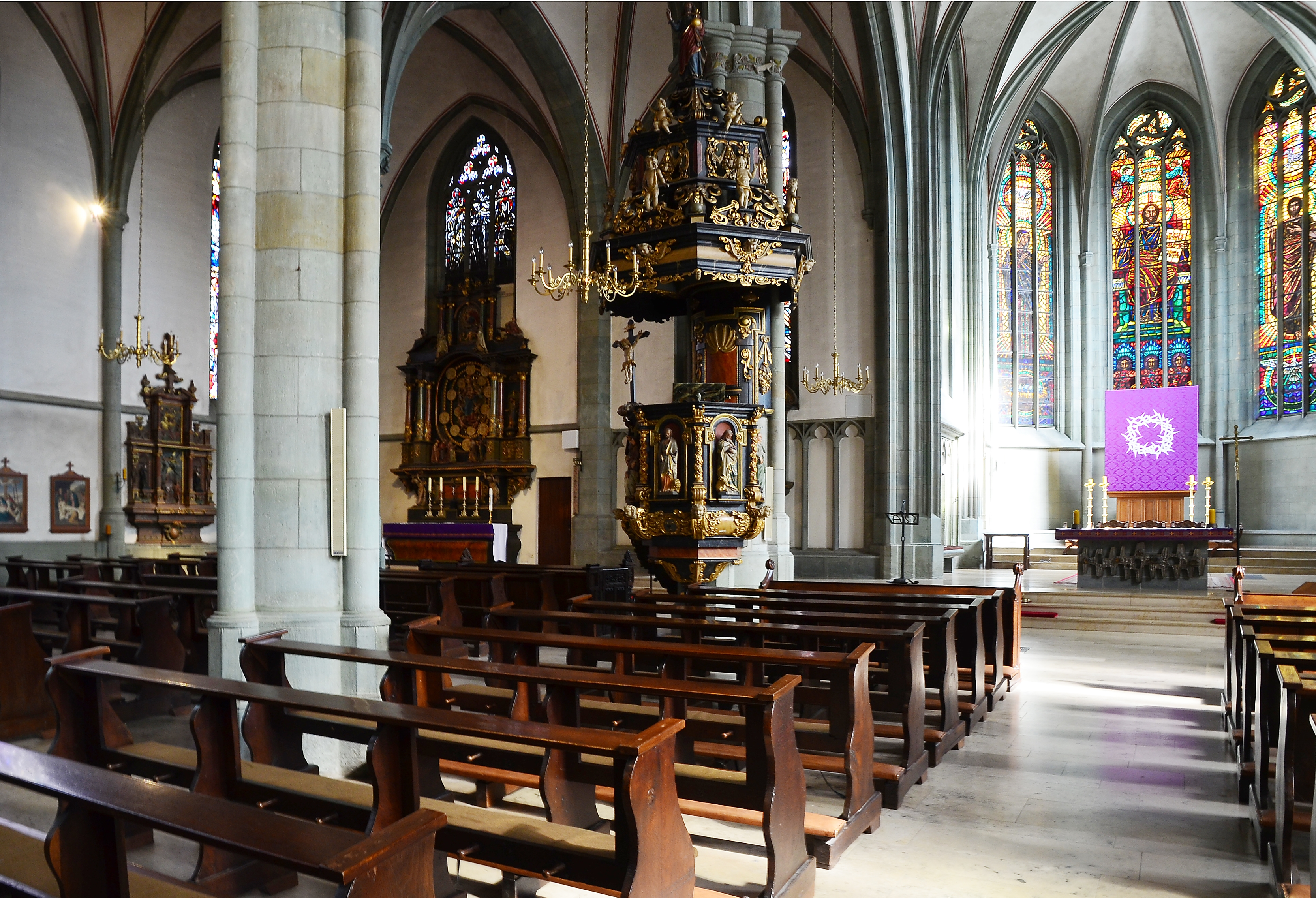
Kanzel und Altäre
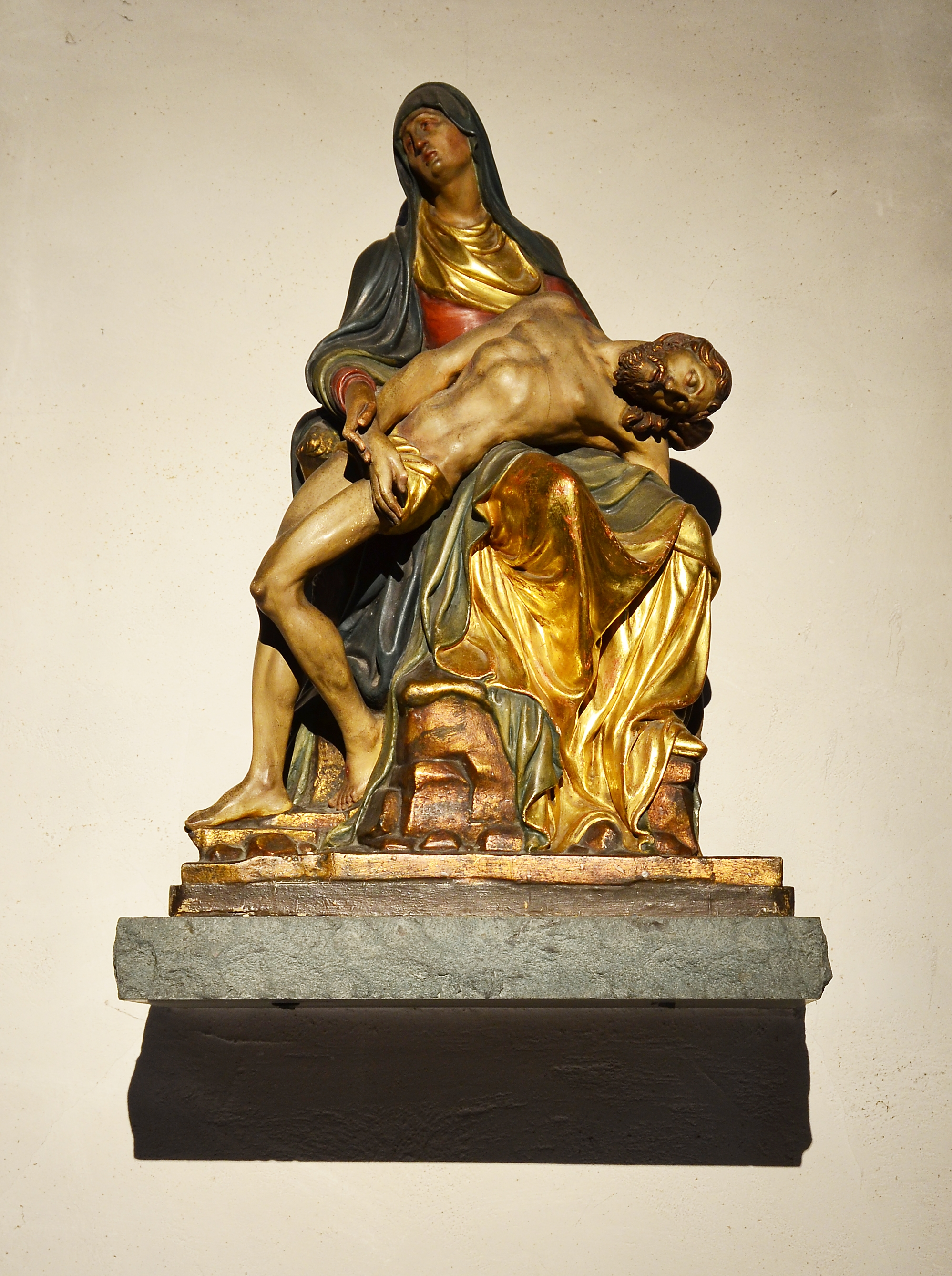
Pietà von Gerhard Gröninger, aus der Zeit um 1600
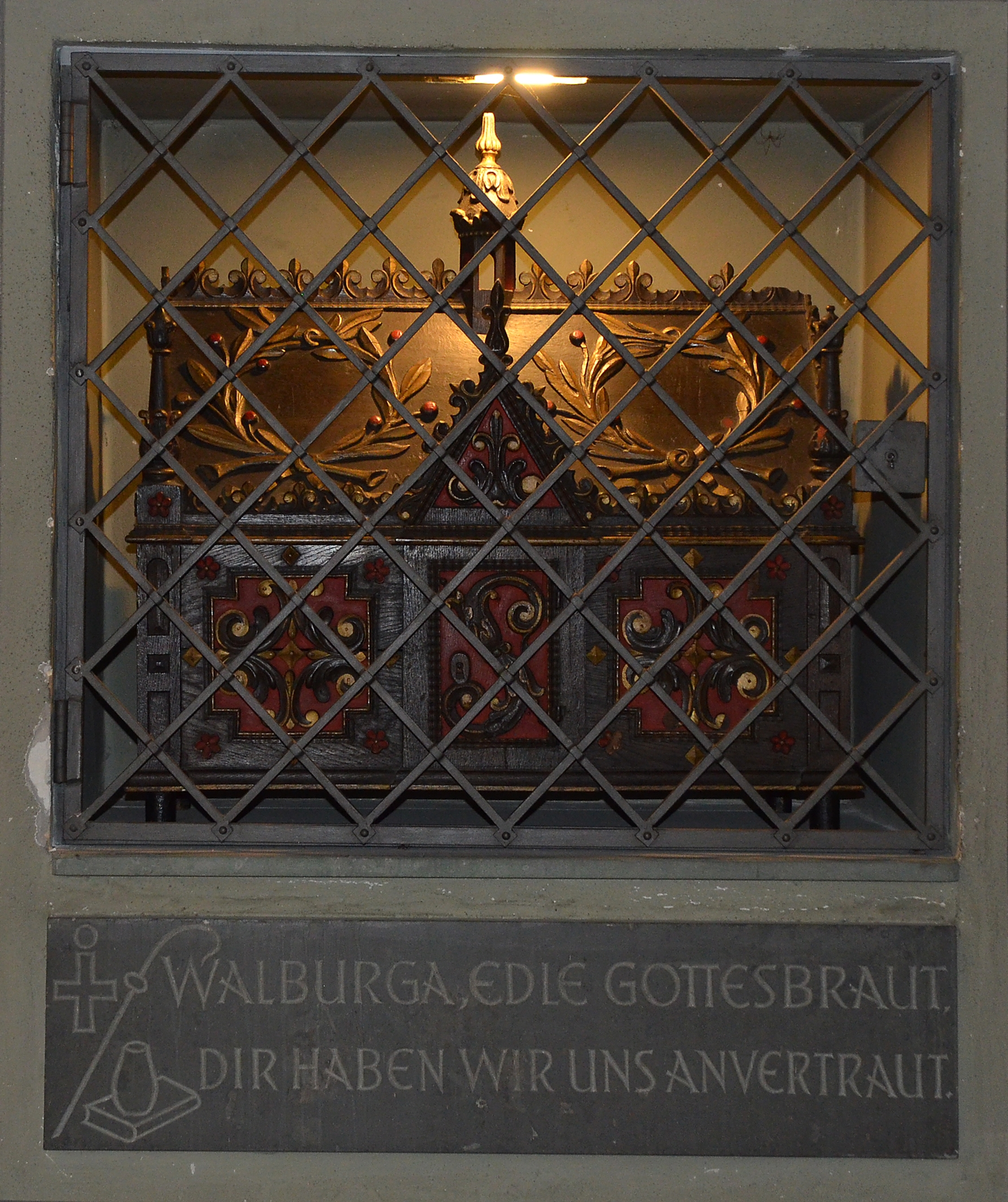
Reliquienschrein, hl. Walburga
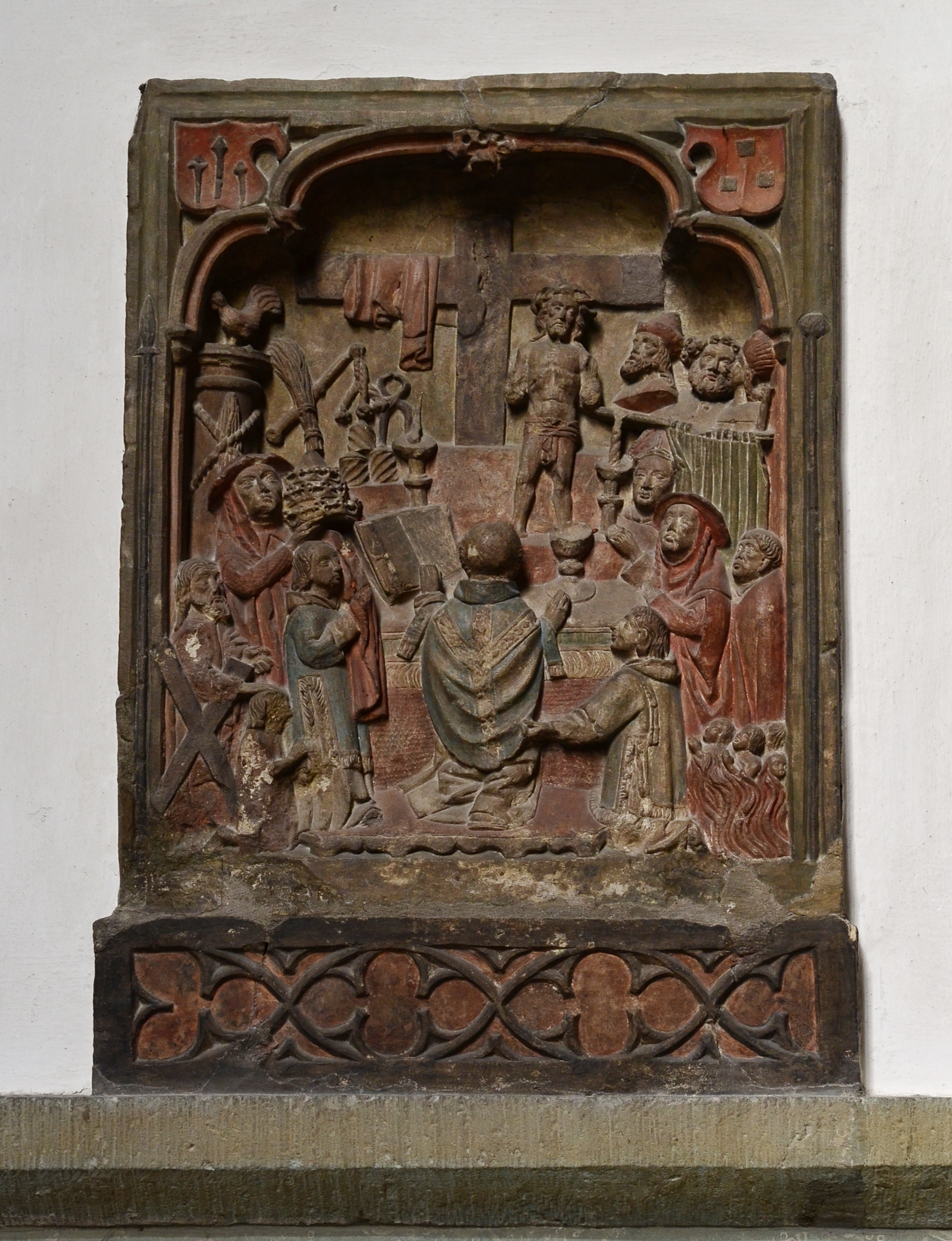
Steinrelief mit der Abbildung der Gregoriusmesse
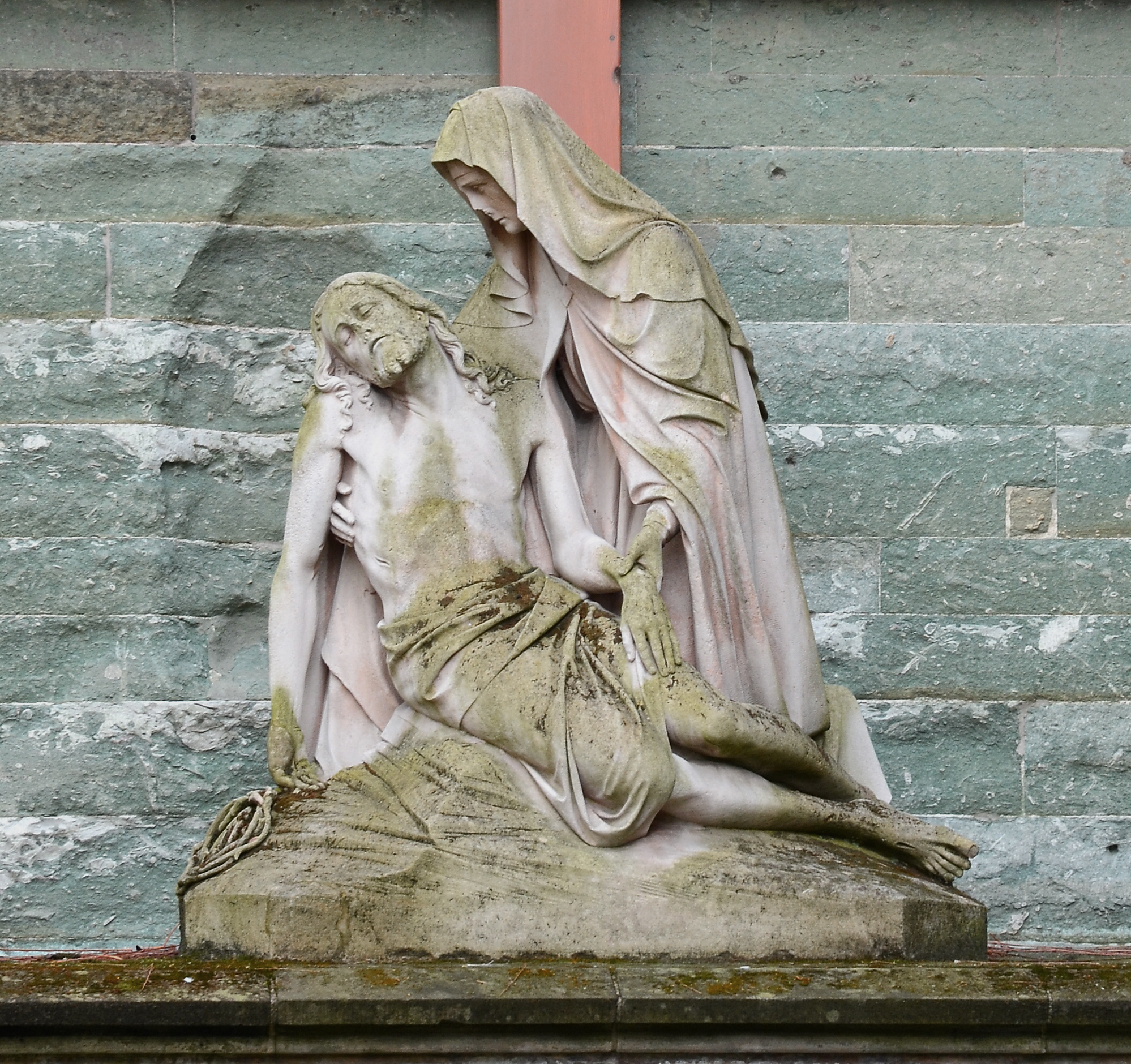
Pietà an der Außenwand, geschaffen von August Wäscher
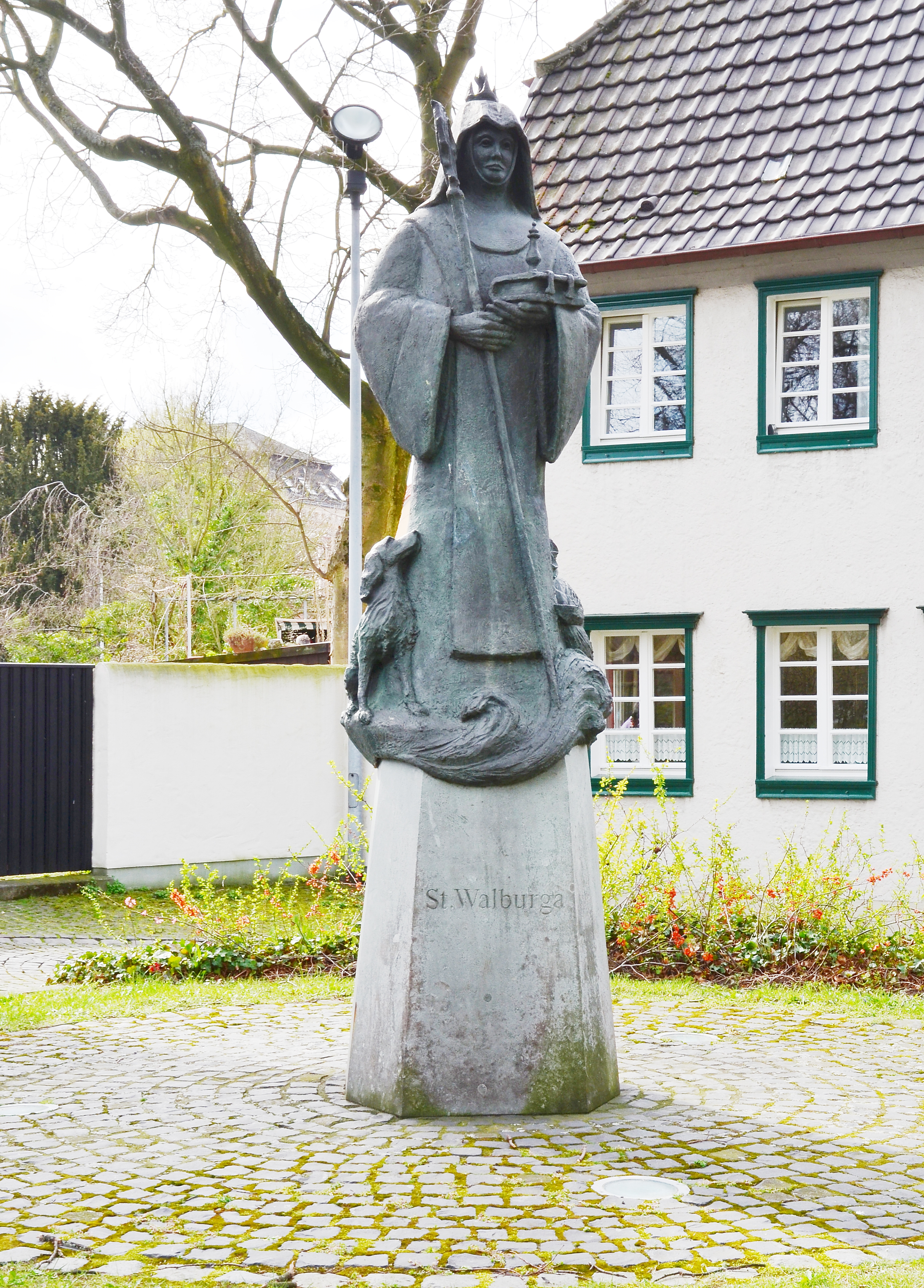
Außenbereich, Walburgafigur